# Правителство на Гриша Филипов
Правителството на Гриша Филипов е седемдесет и седмо правителство на България (тринадесето на Народна република България), избрано от VIII народно събрание на 18 юни 1981 г. Приемник е на второто правителство на Станко Тодоров. Управлява до 19 юни 1986 г., след което се преобразува в правителството на Георги Атанасов.

## Политика
В началото и средата на 1980-те години кризата в България обхваща повечето сектори от икономиката. Перестройката в СССР, намаляването на вноса на евтин суров нефт от СССР и поскъпването му, свиването на оръжейните пазари на страната принуждават управляващите да взимат нови заеми от международните финансови институции. Въпреки идеологизацията и административния контрол на БКП във всички области на образованието, науката и културата (преса, книгоиздаване и обучение), през периода 1966 – 1986 г. развитието на духовната сфера бележи напредък. Той е продиктуван до голяма степен от желанието на БКП да афишира пред света успехите си в изграждането на социализма и отпусканите във връзка с това огромни държавни субсидии. В края на 1980-те години България разполага с 30 висши учебни заведения със 138 хиляди студенти и 19 200 преподаватели срещу само 5 висши училища, 10 хиляди студенти и 453-ма преподаватели през 1944 г. През 1989 г. в страната има 31 611 научни работници, част от които са с международна известност. Големи са успехите в изобразителното изкуство‚ книгоиздаването, музикалната култура‚ театъра и киното.
Във външната политика на България и за този период СССР е най-големият външнотърговски партньор (над 50% от външнотърговския и обмен). На второ и трето място остават ГДР и Полша. Засилват се контактите с държави от Азия и Африка, като в края на 70-те стокообменът с тях достига 7,3%. Активизират се и връзките със Запада – 12,4%. През 1985 г. Съвета за икономическа взаимопомощ приема мащабна програма до 2000 г. Отношенията с Югославия са непостоянни. Въпреки декларациите на българските политици, че България е за запазване на границите между държавите, определени след Втората световна война, недоверието между балканските страни остава. Така Белград продължава чрез средствата за масово осведомяване и образованието да насажда антибългарски настроения сред населението си.
С Гърция и Турция са подписани многобройни междуправителствени спогодби за икономическо и културно сътрудничество. След 1984 г. обаче, във връзка с „възродителния процес“ в страната, рязко се влошават отношенията с Турция.

## Съставяне
Кабинетът, оглавен от Гриша Филипов, е съставен от политически дейци на Отечествения фронт (Българска комунистическа партия и БЗНС (казионен).

### Кабинет
Сформира се от следните 22 министри, 7 зам.-председатели и един председател на Министерския съвет:
| министерство                                                                          | име | име               | партия |
| ------------------------------------------------------------------------------------- | --- | ----------------- | ------ |
| председател на Министерския съвет                                                     |     | Гриша Филипов     | БКП    |
| първи зам.-председател на Министерския съвет                                          |     | Тодор Божинов     | БКП    |
| първи зам.-председател на Министерския съвет                                          |     | Андрей Луканов    | БКП    |
| зам.-председател на Министерския съвет                                                |     | Георги Йорданов   | БКП    |
| зам.-председател на Министерския съвет                                                |     | Григор Стоичков   | БКП    |
| зам.-председател на Министерския съвет, председател на Държавния комитет за планиране |     | Кирил Зарев       | БКП    |
| зам.-председател на Министерския съвет, металургия и минерални ресурси                |     | Стамен Стаменов   | БКП    |
| зам.-председател на Министерския съвет                                                |     | Станиш Бонев      | БКП    |
| финанси                                                                               |     | Белчо Белчев      | БКП    |
| председател на Държавния комитет за наука и технически прогрес                        |     | Начо Папазов      | БКП    |
| председател на Комитета за култура                                                    |     | Людмила Живкова   | БКП    |
| вътрешни работи                                                                       |     | Димитър Стоянов   | БКП    |
| народна отбрана                                                                       |     | Добри Джуров      | БКП    |
| външни работи                                                                         |     | Петър Младенов    | БКП    |
| народна просвета                                                                      |     | Александър Фол    | БКП    |
| енергетика                                                                            |     | Никола Тодориев   | БКП    |
| химическа промишленост                                                                |     | Георги Панков     | БКП    |
| машиностроене и електроника                                                           |     | Тончо Чакъров     | БКП    |
| лека промишленост                                                                     |     | Румен Сербезов    | БКП    |
| председател на НАПС                                                                   |     | Александър Петков | БКП    |
| строителство и архитектура                                                            |     | Иван Сакарев      | БКП    |
| транспорт                                                                             |     | Васил Цанов       | БКП    |
| вътрешна търговия и услуги                                                            |     | Георги Караманев  | БКП    |
| външна търговия                                                                       |     | Христо Христов    | БКП    |
| гори и горска промишленост                                                            |     | Янко Марков       | БЗНС   |
| съобщения                                                                             |     | Пандо Ванчев      | БЗНС   |
| народно здраве                                                                        |     | Радой Попиванов   | БЗНС   |
| правосъдие                                                                            |     | Светла Даскалова  | БЗНС   |
| председател на Комитета за опазване на природната среда                               |     | Георги Павлов     | БКП    |
| министър без ресор                                                                    |     | Димитър Жулев     | БКП    |

#### Ведомства без ранг на министерства
| министерство       | име | име               | партия |
| ------------------ | --- | ----------------- | ------ |
| председател на БНБ |     | Веселин Никифоров | БКП    |

- 1: – член на правителството.

### Промени в кабинета

#### от 7 юли 1981
- Стефан Стайнов е освободен от поста председател на Комитета по архитектура и благоустройство.

| министерство                                                              | име | име            | партия |
| ------------------------------------------------------------------------- | --- | -------------- | ------ |
| първи зам.-министър на строителството и архитектурата                     |     | Стефан Стайнов | БКП    |
| първи зам.-председател на Държавния комитет за наука и технически прогрес |     | Никола Калчев  | БКП    |
| първи зам.-министър на машиностроенето и електрониката                    |     | Васил Хубчев   | БКП    |

#### от 21 юли 1981
- Внезапно умира председателя на Комитета за култура Людмила Живкова. Поста остава свободен до 2 февруари 1982 г.[6]

#### от 26 август 1981
- На 26 август 1981 г. умира зам.-председателя на Министерския съвет и министър на металургията и минералните ресурси Стамен Стаменов.

#### от 30 октомври 1981
| министерство                                          | име | име             | партия |
| ----------------------------------------------------- | --- | --------------- | ------ |
| първи зам. министър на вътрешната търговия и услугите |     | Христаки Иванов | БКП    |

#### от 2 февруари 1982
- На ІХ пленум на ЦК на БКП са избрани:
  - за председател на Комитета за култура Георги Йорданов – кандидат-член на Политбюро на ЦК на БКП и зам.-председател на Министерския съвет.
  - за министър на металургия и минерални ресурси Тодор Божинов.

| министерство                       | име | име             | партия |
| ---------------------------------- | --- | --------------- | ------ |
| председател на Комитета за култура |     | Георги Йорданов | БКП    |
| металургия и минерални ресурси     |     | Тодор Божинов   | БКП    |

#### от 4 февруари 1982
| министерство                                  | име | име           | партия |
| --------------------------------------------- | --- | ------------- | ------ |
| първи зам.-председател на Комитета за култура |     | Светлин Русев | БКП    |

#### от 19 юли 1982
- Кирил Зарев е освободен от поста председател на Държавния комитет за планиране.[7]

| министерство                                  | име | име              | партия |
| --------------------------------------------- | --- | ---------------- | ------ |
| зам.-председател на Министерския съвет        |     | Георги Караманев | БКП    |
| председател на Държавния комитет за планиране |     | Станиш Бонев     | БКП    |

#### от 3 ноември 1983
| министерство                                           | име | име           | партия |
| ------------------------------------------------------ | --- | ------------- | ------ |
| първи зам.-министър на машиностроенето и електрониката |     | Васил Стоянов | БКП    |

#### от 4 януари 1984
- Направени са следните промени:
  - Преобразуват се:
    - Министерството на строителството и архитектурата в Министерство на строителството и селищното устройство. Съвета за териториално и селищно устройство се закрива.
    - Министерството на металургията и минералните ресурси и Министерството на енергетиката в Министерство на енергийно-суровинните ресурси.
    - Министерството на леката промишленост и Министерството на вътрешната търговия и услугите в Министерство на производството и търговията с потребителски стоки.
    - Министерството на машиностроенето и електрониката в Министерство на машиностроенето;

  - Комитетът за опазване на природната среда остава без ранг на министерство.
  - Освободени са:
    - Стефан Стайнов от поста първи зам.-министър на строителството и архитектурата;
    - Васил Хубчев и Васил Стоянов от поста първи зам.-министър на машиностроенето и електрониката.

| министерство                                                        | име | име                 | партия |
| ------------------------------------------------------------------- | --- | ------------------- | ------ |
| зам.-председател на Министерския съвет, енергийно-суровинни ресурси |     | Тодор Божинов       | БКП    |
| първи зам.-председател на Министерския съвет                        |     | Чудомир Александров | БКП    |
| производство и търговия с потребителски стоки                       |     | Георги Караманев    | БКП    |
| машиностроене                                                       |     | Огнян Дойнов        | БКП    |
| строителство и селищно устройство                                   |     | Григор Стоичков     | БКП    |
| председател на Държавния комитет за наука и технически прогерс      |     | Никола Тодориев     | БКП    |
| първи зам.-министър на машиностроенето                              |     | Тончо Чакъров       | БКП    |

#### от 11 януари 1984
| министерство                                                              | име | име            | партия |
| ------------------------------------------------------------------------- | --- | -------------- | ------ |
| първи зам.-министър на производството и търговията с потребителски стоки  |     | Румен Сербезов | БКП    |
| първи зам.-министър на машиностроенето                                    |     | Васил Стоянов  | БКП    |
| първи зам.-председател на Държавния комитет за наука и технически прогрес |     | Стоян Марков   | БКП    |

#### от 4 април 1984
- Христаки Иванов е освободен от поста първи зам.-министър на вътрешната търговия и услугите.

| министерство                                                             | име | име             | партия |
| ------------------------------------------------------------------------ | --- | --------------- | ------ |
| първи зам.-министър на строителството и селищното устройство             |     | Стефан Стайнов  | БКП    |
| първи зам.-министър на производството и търговията с потребителски стоки |     | Христаки Иванов | БКП    |
| първи зам.-министър на строителството и селищното устройство             |     | Иван Сакарев    | БКП    |

#### от 24 април 1984
- Светлин Русев е освободен от поста първи зам.-министър на Комитета за култура.

| министерство                               | име | име            | партия |
| ------------------------------------------ | --- | -------------- | ------ |
| първи зам.-министър на Комитета за култура |     | Любомир Павлов | БКП    |

#### от 9 май 1984
| министерство                                      | име | име           | партия |
| ------------------------------------------------- | --- | ------------- | ------ |
| председател на Президиума на Медицинска академия1 |     | Атанас Малеев | БКП    |

- 1: – с ранг на министър.

#### от 21 май 1984
- Освободени са:
  - Васил Стоянов от поста първи зам.-министър на машиностроенето, на негово място е назначен Стоян Марков.

| министерство                           | име | име          | партия |
| -------------------------------------- | --- | ------------ | ------ |
| първи зам.-министър на машиностроенето |     | Стоян Марков | БКП    |

#### от 17 май 1985
- Освободени са:
  - Никола Тодориев от поста председател на Държавния комитет за наука и технически прогерс. Пост остава вакантен до 18 октомври 1985 г.
  - Тончо Чакъров от поста първи зам.-министър на машиностроенето.

#### от 18 май 1985
- Преобразуват се:[8]
  - Министерството на енергийно-суровинните ресурси се закрива и на негово място се създават Министерство на металургията, Министерство на снабдяването и Министерство на енергетиката.

| министерство | име | име             | партия |
| ------------ | --- | --------------- | ------ |
| енергетика   |     | Никола Тодориев | БКП    |
| снабдяване   |     | Тодор Божинов   | БКП    |
| металургия   |     | Тончо Чакъров   | БКП    |

#### от 18 октомври 1985
- Стоян Марков е освободен от поста първи зам.-министър на машиностроенето.

| министерство                                                                          | име | име          | партия |
| ------------------------------------------------------------------------------------- | --- | ------------ | ------ |
| председател на Държавния комитет за планиране, зам. председател на Министерския съвет |     | Иван Илиев   | БКП    |
| председател на Държавния комитет за наука и технически прогрес                        |     | Стоян Марков | БКП    |

#### от 9 декември 1985
| министерство                       | име | име          | партия |
| ---------------------------------- | --- | ------------ | ------ |
| първи зам. министър на съобщенията |     | Атанас Попов | БКП    |

#### от 4 януари 1986
- Кирил Зарев е освободен от поста зам.-председател на Министерския съвет.

#### от 28 януари 1986
- Направени са следните промени:[9]
  - Преобразуват се:
    - Държавния комитет за наука и технически прогрес в Държавен комитет за изследвания и технологии.
- Държавния комитет за планиране в Държавна планова комисия.
  - Закриват се:
    - Министерството на металургията, Министерството на снабдяването и Министерството на производството и търговията с потребителски стоки, на тяхно място се създава Министерство на търговията.[10]
    - Министерството на строителството и селищното устройство, на негово място се създава Комитет по териториално и селищно устройство – без ранг на министерство.

  - Освободени са:
    - Чудомир Александров от поста първи зам.-председател на Министерския съвет.
    - Георги Йорданов, Георги Караманев, Григор Стоичков, Станиш Бонев и Тодор Божинов от поста зам.-председател на Министерския съвет.
    - Иван Сакарев от поста първи зам.-министър на строителството и селищното устройство.
    - Никола Калчев от поста първи зам.-председател на Държавния комитет за наука и технически прогрес.
    - Христаки Иванов от поста първи зам.-министър на производството и търговията с потребителски стоки.

| министерство                                                 | име | име              | партия |
| ------------------------------------------------------------ | --- | ---------------- | ------ |
| първи зам. председател на Министерския съвет                 |     | Стоян Марков     | БКП    |
| търговия                                                     |     | Христо Христов   | БКП    |
| председател на Държавния комитет за изследвания и технологии |     | Стоян Марков     | БКП    |
| председател на Държавната планова комисия                    |     | Иван Илиев       | БКП    |
| председател на Стопанския съвет                              |     | Огнян Дойнов     | БКП    |
| председател на Социалния съвет                               |     | Георги Караманев | БКП    |
| председател на Комитета за наука, култура и образование      |     | Георги Йорданов  | БКП    |

#### от 21 февруари 1986
- Освободени са:
  - Румен Сербезов от поста първи зам.-министър на производството и търговията с потребителски стоки.
  - Стефан Стайнов от поста първи зам.-министър на строителството и селищното устройство.

| министерство                                          | име | име              | партия |
| ----------------------------------------------------- | --- | ---------------- | ------ |
| зам.-председател на Министерския съвет                |     | Георги Йорданов  | БКП    |
| зам.-председател на Министерския съвет                |     | Георги Караманев | БКП    |
| зам.-председател на Министерския съвет                |     | Огнян Дойнов     | БКП    |
| председател на Комитета за опазване на околната среда |     | Тодор Божинов1   | БКП    |

- 1: – с ранг на министър.

#### от 24 март 1986
- Направени са следните промени:[11]
  - Закриват се:
    - Министерството на енергетиката, Министерството на химическата промишленост, Министерство на горите и горската промишленост, Министерството на машиностроенето и Министерството на металургията.[12]

  - Преобразуват се:
    - Националния аграрно-промишлен съюз (НАПС) в Министерство на земеделието и горите.

  - Комитета за култура остава без ранг на министерство.
  - Комитета за държавен и народен контрол получава ранг на министерство.
  - Освободени са:
    - Гриша Филипов от поста председател на Министерския съвет.
    - Атанас Попов от поста първи зам.-министър на съобщенията.
    - Любомир Павлов от поста първи зам.-министър на Комитета за култура.
    - Иван Илиев от постовете зам.-председател на Министерския съвет и председател на Държавния комитет за планиране.
    - Стоян Марков от поста първи зам.-председател на Министерския съвет.
    - Георги Йорданов, Георги Караманев и Огнян Дойнов от поста зам.-председател на Министерския съвет. Първият е освободен и от поста председател на Комитета за култура поради избирането му за председател на Съвета за духовно развитие.
    - Александър Фол от поста министър на народната просвета поради преминаване на друга длъжност.

| министерство                                          | име | име             | партия |
| ----------------------------------------------------- | --- | --------------- | ------ |
| председател на Министерския съвет                     |     | Георги Атанасов | БКП    |
| народна просвета                                      |     | Илчо Димитров   | БКП    |
| председател на Комитета за държавен и народен контрол |     | Георги Георгиев | БКП    |
| земеделие и гори                                      |     | Алекси Иванов   | БЗНС   |